# Allaeophania
Allaeophania é um género botânico pertencente à família Rubiaceae.

## Espécies
Apresenta três espécies:
- Allaeophania arnottii
- Allaeophania decipiens
- Allaeophania rugosa